# Крутая (муниципальный район Сосногорск)
Крутая — упразднённая в 2008 году деревня в муниципальном районе Сосногорск республики Коми России. На год упразднения находилась на территории города республиканского значения Сосногорска с подчиненной ему территорией и была подчинена посёлку Верхнеижемский

## География
Находилась деревня на реке Ижмы, примерно в одном километре на север от пос. Верхнеижемский.

## Топоним
Деревня стояла в местности с характерным крутым изгибом руслом реки Ижмы.

## История
С 1938 года силами заключенных Ухтижемлага велось строительство тракта Чибью — Крутая.
17 февраля 1941 года был издан приказ НКВД СССР «О строительстве силами Ухтижемлага НКВД завода газовой сажи в районе деревни Крутой Коми АССР».
В период с 17 ноября 1941 года по 7 июля 1942 года образован Верхне-Ижемский лагерь или Верхижемлаг. Он представлял собой газопроизводство у Крутой.
Деревня упразднёна и исключена из учётных данных Законом Республики Коми от 23 декабря 2008 года N 152-РЗ «Об упразднении населенного пункта Крутая, расположенного в Республике Коми на территории города республиканского значения Сосногорска с подчиненной ему территорией, и внесении в связи с этим изменений в некоторые законы Республики Коми»

## Инфраструктура
Велось газопроизводство.

## Транспорт
Просёлочная дорога с выездом на автодорогу «Ухта — Троицко-Печорск» и далее в пос. Верхнеижемский.